# Centaurea ozrenii
Centaurea ozrenii — вид квіткових рослин родини айстрових (Asteraceae). Ендемік Сербії. Видовий епітет «ozrenii» стосується гори Озрен поблизу Сєниці, де був знайдений вид. Це єдине відоме місце знаходження виду.

## Біоморфологічна характеристика
Багаторічна кореневищна рослина з одним або переважно кількома стеблами; стебло прямовисне, (14)19–37(50) см заввишки, завжди просте, у верхній частині рідко (рідше густо) павутинисте. Зовнішні прикореневі листки нерозділені (віддалено пилчасті, рідше цілісні), від лінійних до лінійно-ланцетних, 8–16 × 0,4–1 см; внутрішні прикореневі листки просто перисторозсічені (не ліроподібно-перисторозсічені, рідко неподільні) з (1)2–3(5) лінійними, загостреними бічними сегментами з кожного боку (часто дуже скороченими) і віддалено зазубреними, гострим кінцевим сегментом, 3–4(5) мм завширшки та значно довшим від бічних сегментів; всі прикореневі листки зібрані в (псевдо)розетки. Стеблове листя довжиною 3,5–7 см, поступово зменшується в розмірі вгору по стеблу, завжди просто перисторозсічене з (2)3–5(6) лінійними сегментами з кожного боку та цілісними, кінцевим сегментом, зазвичай значно довшим за бічні сегменти. Усі листки дещо м'ясисті, майже голі з рідкісними павутиноподібними волосками по краю або в пазухах. Квіткова головка поодинока, куляста, 1,5–2,3 см ушир. Віночки від кремового до блідо-жовтого забарвлення, зовнішні квітки променисті, (27)34–37 мм, значно довші за внутрішні. Сім'янки чорнуваті, запушені або рідко голі, 4,5–6 мм завдовжки; папус завдовжки 6–9 мм, сіруватий, стає темно-багряним. Цвіте в червні(–липні), плодить у липні.

## Середовище
Мешкає на сухих луках на глибоких ґрунтах над ультраосновними породами.